# متن الطريق

رسم تخطيطي يوضح الترتيبات المختلفة لعناصر الطريق

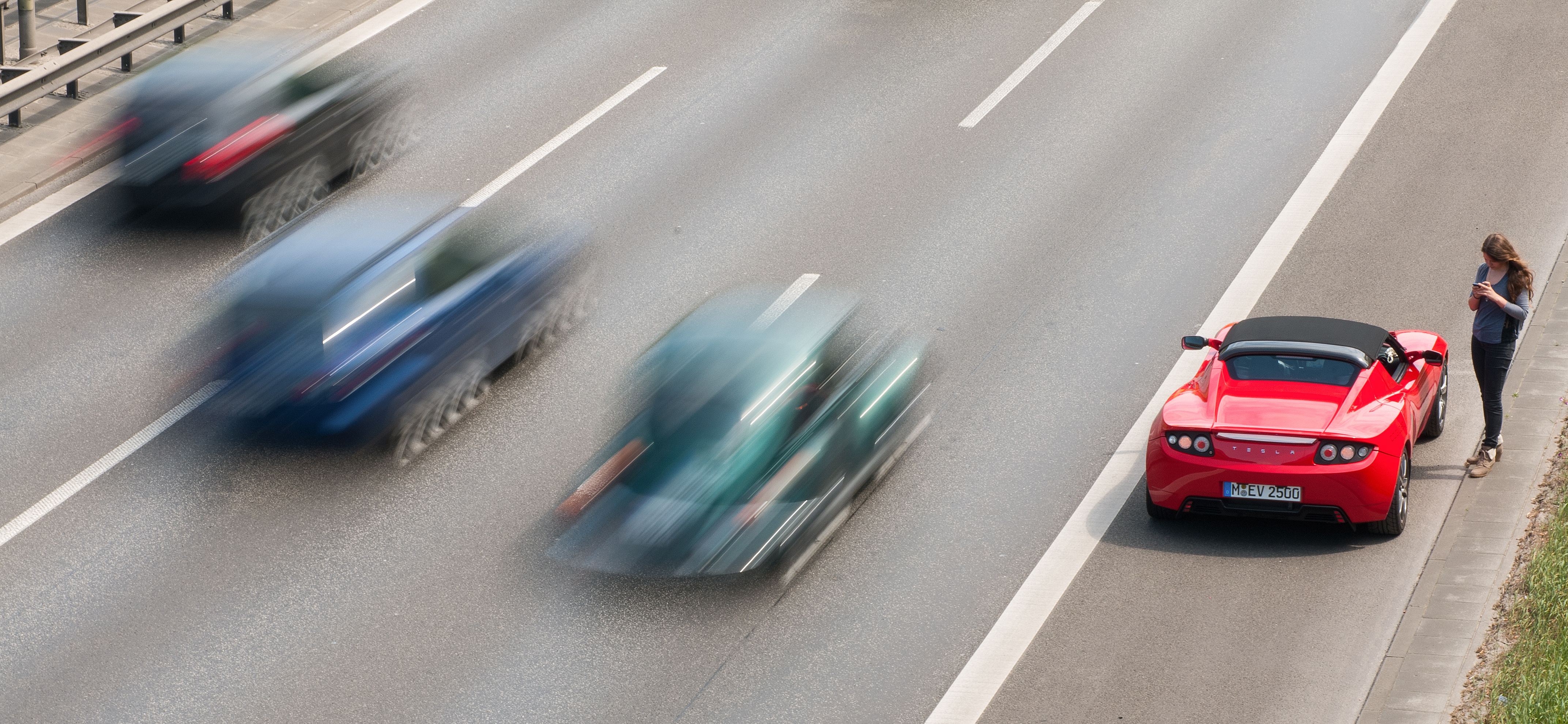

يتكون متن الطريق أو القارعة أو المسلك[بحاجة لمصدر] (بالإنجليزية: carriageway)‏ أو (بإنجليزية أمريكا الشمالية:roadway)  من مقطع عرضي للطريق حيث لا تكون فيه السيارة مقيدة بأي حواجز مادية أو فاصل لتتحرك بشكل جانبي. يتكون المتن عادةً من عدد من حارات المرور المتلاصقة مع وجود كتف مرتبط، ولكن قد يكون عبارة عن حارة منفردة (على سبيل المثال، حارة الخروج للطريق السريع).

## وصف
يشتمل الطريق ذو المتن الواحد على متن واحد يحتوي على حارة أو حاراتين مع رصيف للمشاة المرتبط به واكتاف (حواف) الطرق. يحتوي الطريق المزدوج على متنين مفصولين الجزيرة الوسطية. يحتوي نظام الحارات السريعة المحلية (يُطلق عليه أيضًا اسم الجامع السريع أوالموزع-المجمع) على أكثر من حارتين، عادةً مجموعتان من «الحارات المحلية» أو «حارات التجميع» وأيضًا مجموعتان من «الحارات السريعة». يمكن فصل حارات «السيارات فقط» فعليًا عن تلك المفتوحة أمام حركة المرور المختلطة بما في ذلك الشاحنات والحافلات. يستخدم الشارع الرئيسي السريع نيو جرسي (I-95) في الولايات المتحدة هذا التصميم من الشارع الرئيسي السريع لبنسيلفانيا إلى محطته الشمالية عند جسر جورج واشنطن في فور ليي. يمكن أيضًا فصل حارات المركبات عالية الإشغال فعليًا عن باقي حارات المرور العامة كمتن متميز. تمتلك بعض المدن مثل بيتسبيرج بولاية بنسلفانيا العديد من مسالك الحافلات فقط للتخفيف من الازدحام المرتبط بحافلات النقل العام، على الرغم من تضاريسها الصعبة للغاية والتي تحد بشدة من مدى إمكانية إضافة المسالك الشريانية أو زيادتها.